# Trichrous jaegeri
Trichrous jaegeri är en skalbaggsart som beskrevs av Louis Alexandre Auguste Chevrolat 1858. Trichrous jaegeri ingår i släktet Trichrous och familjen långhorningar.
Artens utbredningsområde är Haiti. Inga underarter finns listade i Catalogue of Life.